# Des Abbott
Des Abbott, né le 1er octobre 1986 à Darwin, est un joueur australien de hockey sur gazon.

## Palmarès
- Médaille de bronze aux Jeux olympiques de Pékin en 2008[1]